# Little Things (One Direction)
Little Things è un singolo del gruppo musicale britannico One Direction, pubblicato il 29 ottobre 2012 come secondo estratto dal secondo album di studio Take Me Home.

## Descrizione
Il testo del brano è stato composto da Ed Sheeran, che già precedentemente aveva collaborato con il gruppo nel primo album con la canzone Moments, e da Fiona Bevan.

## Video musicale
Il video musicale, girato in bianco e nero e pubblicato il 2 novembre, mostra i componenti del gruppo registrare il brano.
Il video ha ottenuto la certificazione Vevo.

## Classifiche
| Classifica (2012) | Posizione massima |
| ----------------- | ----------------- |
| Australia         | 9                 |
| Austria           | 43                |
| Belgio (Fiandre)  | 56                |
| Belgio (Vallonia) | 48                |
| Canada            | 20                |
| Francia           | 58                |
| Germania          | 89                |
| Irlanda           | 2                 |
| Nuova Zelanda     | 2                 |
| Regno Unito       | 1                 |
| Stati Uniti       | 41                |
| Svezia            | 30                |
| Svizzera          | 38                |